# Valdepiélagos
Valdepiélagos község Spanyolországban, Madrid tartományban. Valdepiélagos Uceda, El Casar és Talamanca de Jarama községekkel határos. Lakosainak száma 619 fő (2024).

## Népesség
A település népessége az utóbbi években az alábbiak szerint változott:
| Lakosok száma | 306  | 377  | 418  | 449  | 571  | 563  | 587  | 584  | 621  | 619  |
|               | 2001 | 2004 | 2007 | 2009 | 2012 | 2014 | 2017 | 2019 | 2022 | 2024 |